# Aussprachedatenbank der ARD
Die Aussprachedatenbank der ARD (ADB) ist eine Gemeinschaftseinrichtung der ARD unter Federführung des Hessischen Rundfunks in Frankfurt, die für die teilnehmenden Rundfunkanstalten die korrekte Aussprache von fremdsprachigen Namensformen (Exonyme), insbesondere von Orts- und Personennamen, recherchiert und im internen Netz zur Verfügung stellt. Auch ZDF, ORF und SRF nutzen den Dienst.

## Geschichte
Die Aussprachedatenbank wurde Ende der 1980er-Jahre bei der Hörfunkabteilung des Hessischen Rundfunks gegründet und ist seit 1997 ARD-weit zugänglich. Heute wird sie von allen angeschlossenen Rundfunkanstalten in Hörfunk und Fernsehen genutzt. „Gewünscht wird sogar, sie für jeden zugänglich zu machen“ stand schon 2017 in einem Artikel auf der Website des Hessischen Rundfunks. Die Regeln der ADB sind innerhalb der ARD verbindlich. Neben der ARD arbeiten mittlerweile auch das Deutschlandradio, die Deutsche Welle, das ZDF, der Österreichische Rundfunk (ORF), das Schweizer Radio und Fernsehen (SRF), die italienische Fernsehgesellschaft Rai (Südtirol) und der deutsch-französische Sender Arte mit der Aussprachedatenbank.
Die ADB wurde bis 2020 von ihrem Mitbegründer, dem Hörfunksprecher Roland Heinemann, geleitet. Seit 2020 hat Rudolf Hientz die Leitung inne. Die Datenbank verfügt über ein Netz von etwa 1500 Informanten. Beim Hessischen Rundfunk untersteht sie der Sendeleitung Hörfunk.

## Umfang
Die ARD-Aussprachedatenbank umfasste 2022 ca. 440.000 programmbezogene Einträge, darunter fremdsprachige Eigennamen, Bezeichnungen und Begriffe aus den Bereichen Geografie, Kunst, Literatur, Meteorologie, Militär, Musik, Politik, Religion, Sport, Technik, Wirtschaft und Wissenschaft. Zusätzlich zur Umschrift ins Internationale Phonetische Alphabet sowie zu einer vereinfachten deutschen Umschrift (All’bähr Üddärr’so / s = weich für Albert Uderzo) gibt es für Einträge seit 1999 auch MP3-Audiodateien zur Aussprache. Der Bestand wächst jährlich um 13.000 bis 15.000 Wörter. Die auf der Website der Duden-Redaktion abrufbaren Aussprechbeispiele entstammen der Aussprachedatenbank der ARD. Die japanische Pianistin Mitsuko Uchida sprach ihren Namen für die Datenbank selbst ein.

## Prinzipien
Das phonetische Prinzip für die Erfassung in der Aussprachedatenbank lautet in einer Beschreibung des ehemaligen Chefsprechers des SWR Andreas Rupniak aus dem Jahr 2004: „So original wie möglich – so deutsch wie nötig“. Aus lautlicher Sicht gibt es Unterschiede in der Standardvariation, bei denen die Rundfunkanstalten im Zweifelsfall zu Gunsten einer deutschen Aussprache entschieden. Beim Französischen werde versucht, fremdsprachige Wörter für Hörer oder Zuschauer „hörgerecht“ zu machen, damit sie beim Nachlesen in der Presse rasch mit dem gehörten Begriff identifiziert werden können. Englische Abkürzungen werden deutsch ausgesprochen – die internationale Raumstation ISS wird also nicht „Ai-es-es“ gesprochen. Im Fall der Firma Toll Collect richtet sich die Aussprache nach der von der Firma vorgegebenen deutschen Aussprache, obwohl das englische Wort „toll“ („Maut“) darin wie das deutsche Adjektiv „toll“ klingt.  In den meisten Fällen richtet sich die Datenbank nach den Vorgaben des Aussprache-Duden. Bei neu aus dem Englischen aufgenommenen Wörtern wird in den meisten Fällen die englische Aussprache verwendet. Laut Jo Brauner, ehemaliger Tagesschau-Chefsprecher, gibt die Aussprache fremder Wörter, wenn sie nicht in der Form geschieht, die ein Zuhörer erwartet, der die Sprache beherrscht, häufig Anlass zu Beschwerden.